# New England Small College Athletic Conference
La New England Small College Athletic Conference (NESCAC) (en español: Conferencia Atlética de Pequeñas Universidades de Nueva Inglaterra) es una conferencia de la División III de la NCAA que destaca por el elevado nivel académico de sus miembros, así como por el gran número de títulos que sus miembros han conseguido a nivel nacional, lo que la convierte en una de las conferencias más importantes de la División III.
Los deportes practicados en esta conferencia son baloncesto, campo a través, hockey sobre hierba, lacrosse, fútbol, natación, tenis, atletismo, voleibol, béisbol, softbol, golf, hockey sobre hielo, fútbol americano, y remo.
Otros deportes que se practican en la conferencia, como squash y vela no están incluidos en la NCAA, pero tienen organizaciones equivalentes que regulan la competición. En el caso de la vela, donde Tufts es una potencia nacional, la asociación reguladora es la ICSA. 

## Miembros

### Miembros actuales
| Institución           | Localización                | Equipo       | Tipo    | Año de unión |
| --------------------- | --------------------------- | ------------ | ------- | ------------ |
| Amherst College       | Amherst, Massachusetts      | Mammoths     | Privada | 1971         |
| Bates College         | Lewiston, Maine             | Bobcats      | Privada | 1971         |
| Bowdoin College       | Brunswick, Maine            | Polar Bears  | Privada | 1971         |
| Colby College         | Waterville, Maine           | White Mules  | Privada | 1971         |
| Connecticut College   | New London, Connecticut     | Camels       | Privada | 1982         |
| Hamilton College      | Clinton, Nueva York         | Continentals | Privada | 1971         |
| Middlebury College    | Middlebury, Vermont         | Panthers     | Privada | 1971         |
| Trinity College       | Hartford, Connecticut       | Bantams      | Privada | 1971         |
| Universidad Tufts     | Medford, Massachusetts      | Jumbos       | Privada | 1971         |
| Universidad Wesleyana | Middletown, Connecticut     | Cardinals    | Privada | 1971         |
| Williams College      | Williamstown, Massachusetts | Ephs         | Privada | 1971         |

### Antiguos miembros
| Institución   | Localización            | Equipo | Tipo    | Año de unión | Año de salida | Conferencia actual |
| ------------- | ----------------------- | ------ | ------- | ------------ | ------------- | ------------------ |
| Union College | Schenectady, Nueva York | Dutch  | Privada | 1971         | 1977          | Liberty League     |

## Historia
La mayoría de los miembros de la conferencia llevan compitiendo entre sí desde el siglo XIX, fundando formalmente la conferencia en 1971 todos los actuales miembros, excepto Connecticut College que se unió en 1982, sustituyendo a Union College (Nueva York), que era otro miembro fundacional, pero dejó la conferencia en 1977.

## Torneos postemporada
Desde que participan en las fases finales de la NCAA, de la ICSA, y de la CSA, los actuales miembros de la conferencia han conseguido notables actuaciones, destacando el número de victorias finales:
| Temporada | Miembro    | Deporte                    |
| 1975-76   | Tufts      | Vela (mixto)               |
| 1979-80   | Tufts      | Vela (mixto)               |
| 1980-81   | Tufts      | Vela (mixto)               |
| 1981-82   | Tufts      | Natación y saltos (fem.)   |
| 1983-84   | Tufts      | Vela (mixto)               |
| 1983-84   | Tufts      | Vela (fem.)                |
| 1985-86   | Tufts      | Vela (mixto)               |
| 1985-86   | Tufts      | Vela (fem.)                |
| 1990-91   | Amherst    | Golf (fem.)                |
| 1989-90   | Tufts      | Vela (mixto)               |
| 1989-90   | Tufts      | Vela (fem.)                |
| 1992-93   | Tufts      | Vela (mixto)               |
| 1992-93   | Tufts      | Vela (fem.)                |
| 1993-94   | Tufts      | Vela (mixto)               |
| 1993-94   | Tufts      | Vela (fem.)                |
| 1994-95   | Williams   | Campo a través (masc.)     |
| 1994-95   | Middlebury | Hockey sobre hielo (masc.) |
| 1995-96   | Williams   | Campo a través (masc.)     |
| 1995-96   | Williams   | Fútbol (masc.)             |
| 1995-96   | Middlebury | Hockey sobre hielo (masc.) |
| 1995-96   | Tufts      | Vela (mixto)               |
| 1995-96   | Tufts      | Vela (fem.)                |
| 1996-97   | Middlebury | Lacrosse (fem.)            |
| 1996-97   | Tufts      | Vela (mixto)               |
| 1996-97   | Middlebury | Hockey sobre hielo (masc.) |
| 1997-98   | Middlebury | Hockey sobre hielo (masc.) |
| 1998-99   | Middlebury | Lacrosse (fem.)            |
| 1998-99   | Middlebury | Hockey sobre hierba (fem.) |
| 1998-99   | Middlebury | Hockey sobre hielo (masc.) |
| 1998-99   | Trinity    | Squash (masc.)             |
| 1998-99   | Williams   | Tenis (masc.)              |
| 1998-99   | Amherst    | Tenis (fem.)               |
| 1998-99   | Tufts      | Vela (mixto)               |
| 1998-99   | Tufts      | Vela (fem.)                |
| 1999-2000 | Middlebury | Lacrosse (masc.)           |
| 1999-2000 | Middlebury | Hockey sobre hierba (fem.) |
| 1999-2000 | Trinity    | Squash (masc.)             |
| 2000-01   | Middlebury | Lacrosse (fem.)            |
| 2000-01   | Middlebury | Lacrosse (masc.)           |
| 2000-01   | Middlebury | Campo a través (fem.)      |
| 2000-01   | Middlebury | Hockey sobre hielo (fem.)  |
| 2000-01   | Trinity    | Squash (masc.)             |
| 2000-01   | Williams   | Tenis (masc.)              |
| 2000-01   | Williams   | Tenis (fem.)               |
| 2000-01   | Tufts      | Vela (mixto)               |
| 2001-02   | Middlebury | Lacrosse (fem.)            |
| 2001-02   | Middlebury | Lacrosse (masc.)           |
| 2001-02   | Middlebury | Campo a través (fem.)      |
| 2001-02   | Trinity    | Squash (fem.)              |
| 2001-02   | Trinity    | Squash (masc.)             |
| 2001-02   | Williams   | Tenis (masc.)              |
| 2001-02   | Williams   | Tenis (fem.)               |
| 2001-02   | Williams   | Remo (fem.)                |
| 2002-03   | Williams   | Baloncesto (masc.)         |
| 2002-03   | Williams   | Campo a través (fem.)      |
| 2002-03   | Trinity    | Squash (fem.)              |
| 2002-03   | Trinity    | Squash (masc.)             |
| 2002-03   | Amherst    | Lacrosse (fem.)            |
| 2002-03   | Tufts      | Vela (fem.)                |
| 2002-03   | Colby      | Remo (fem.)                |
| 2003-04   | Middlebury | Lacrosse (fem.)            |
| 2003-04   | Middlebury | Tenis (masc.)              |
| 2003-04   | Middlebury | Campo a través (fem.)      |
| 2003-04   | Middlebury | Hockey sobre hielo (fem.)  |
| 2003-04   | Middlebury | Hockey sobre hielo (masc.) |
| 2003-04   | Trinity    | Squash (masc.)             |
| 2004-05   | Middlebury | Hockey sobre hielo (fem.)  |
| 2004-05   | Middlebury | Hockey sobre hielo (masc.) |
| 2004-05   | Williams   | Campo a través (fem.)      |
| 2004-05   | Trinity    | Squash (masc.)             |